# Stachelschwanzschlüpfer
Der Stachelschwanzschlüpfer (Aphrastura spinicauda) ist eine Vogelart aus Familie der Töpfervögel. Er kommt in vier Unterarten in Chile und Argentinien vor. Gemeinsam mit dem Inselschlüpfer bildet er die Gattung Aphrastura, die von den Einheimischen als Rayadito bezeichnet wird.

## Merkmale
Der Stachelschwanzschlüpfer erreicht eine Körperlänge von 13 bis 14 cm und ein Gewicht von 10 bis 13 g. Die Nominatform hat einen schwarzbraunen Scheitel, einen kontrastierenden breiten ockerfarbenen Überaugenstreif, der sich von der Stirn (wo er stumpfer ist) nach hinten bis zum Oberrücken erstreckt, und eine breite schwärzliche Linie, die von den Zügeln bis zum Schulterbereich verläuft. Rücken und Bürzel sind braun. Die Oberschwanzdecken sind kastanienbraun. Die Flügeldecken sind schwärzlich und an den Basen orange-rötlich, die Mitteldecken rostrot, die großen Handdecken weißlich. Die gefalteten Flügel sind überwiegend schwärzlich.
Ein bräunliches Band verläuft über die Armschwingen- und Schirmfedern. Der Schwanz ist stark abgestuft. Die distale Hälfte der Schäfte ist praktisch ohne Widerhaken, was dem Schwanz ein stacheliges Aussehen verleiht. Die circa 20 mm langen Stacheln auf den mittleren Steuerfedern (auch mit versteiften Schäften) werden zunehmend kürzer auf den seitlichen Federn. Auf dem äußersten Schwanzfederpaar sind sie nur 5 mm lang. Ihr Farbmuster ist unverwechselbar und komplex, eine Mischung aus schwärzlich, braun, kastanienbraun und rötlich. Die Kehle ist weiß. Die Brust und der Bauch sind stumpf-braun mit blass bräunlichen Seiten. Die Flanken und Unterschwanzdecken sind rötlich. 
Die Iris ist dunkelbraun, der Schnabel ist schwärzlich, der Lauf und die Zehen sind gräulich. Er unterscheidet sich vom Inselschlüpfer durch die geringere Größe, den kürzeren Schnabel sowie durch ein helleres und stärker gemustertes Gefieder. Die Geschlechter gleichen sich. Die Jungvögel sind unbeschrieben. Die Unterart A. s. bullocki ist der Nominatform sehr ähnlich, hat aber eine bräunliche Färbung an der Unterseite. Die Unterart A. s. fulva hat eine vollständig ockerfarbene Unterseite, wobei die Kehle am hellsten ist.

## Systematik
Die Gültigkeit der kaum bekannten Unterart A. s. bullocki wurde 2010 bestätigt. Individuen mit ockerfarbener Unterseite, die somit A. s. fulva ähneln, kommen offenbar auf allen küstennahen chilenischen Inseln vor, was darauf hindeutet, dass dieses Bauchmuster unabhängig in Inselpopulationen auftreten kann, vielleicht als Reaktion auf feuchtere Bedingungen (Glogersche Regel). Die Population auf den Diego-Ramírez-Inseln unterschied sich morphologisch so stark von der Nominatform des Stachelschwanzschlüpfers, dass sie 2022 als neue Art Aphrastura subantarctica beschrieben, im Jahr 2023 jedoch als Unterart klassifiziert wurde.

## Unterarten und ihre Verbreitung
Die Nominatform Aphrastura spinicauda spinicauda ist in Zentral- und Südchile (ab dem Süden der Región de Coquimbo) und dem äußersten West-Argentinien (südlich ab der Provinz Neuquén), südlich bis Feuerland und der Isla de los Estados verbreitet. Auf den Falklandinseln wurde sie als Irrgast beobachtet.
Die Unterart Aphrastura spinicauda bullocki kommt auf der Isla Mocha vor der Küste Chiles.
Die Unterart Aphrastura spinicauda fulva kommt auf der Insel Chiloé vor.
Die Unterart Aphrastura spinicauda subantarctica ist auf dem Diego-Ramirez-Archipel endemisch.

## Lebensraum
Der Stachelschwanzschlüpfer bewohnt Wälder der südlichen gemäßigten Zone, örtlich trockenes Tieflandgestrüpp, hohe feuchte Wälder (meist mit Scheinbuchen) sowie angrenzenden Sekundärwald, auch Tussockgras (Poa flabellata) oder Sträucher (z. B. Berberitzen) auf Inseln mit wenig oder keiner baumartigen Vegetation. Er ist hauptsächlich auf Meereshöhe bis 1200 m, lokal bis 2000 m anzutreffen.

## Nahrungsverhalten
Der Stachelschwanzschlüpfer ernährt sich von Gliederfüßern, darunter Zweiflügler und Hautflügler. Reife Früchte von Berberitzen, Johannisbeeren und Gunnera bereichern das Nahrungsangebot. Er geht paarweise, aber auch in Gruppen von 4 von 7 und gelegentlich bis zu 15 Individuen auf Nahrungssuche. Häufig ist er in gemischten Schwärmen anzutreffen, in denen er die Kernart repräsentiert. Die Nahrung wird von Laub, Moosen und Flechten, von Ästen und Stämmen, hauptsächlich vom Unterholz bis zum Kronendach, jedoch gelegentlich auch vom Boden gepickt.

## Stimme
Der Gesang ist ein dünner, trockener Triller, dessen Dauer variiert. Die Rufe umfassen ein hohes zee-zee oder tzt-tzt, ein scharfes tic und ein metallisches ti ti.

## Fortpflanzungsverhalten
Die Brutsaison erstreckt sich auf das südliche Frühjahr und den südlichen Sommer. Die Eiablage ist von November bis Dezember und Nestlinge wurden von Oktober bis Januar beobachtet. Die Art ist vermutlich monogam. Das Nest befindet sich hinter loser Rinde, in einem Loch oder einer Spalte im Baum, in einer Ritze im Baumstumpf oder in einem Nistkasten. Es wird mit Zweigen, Gras und Federn ausgekleidet. Das Gelege umfasst 3 bis 4 Eier. In einer in Chile durchgeführte Studie, bei der Nistkästen in Höhenlagen von 260 bis 1115 m verwendet wurden, war die Brutsaison in den Hochwäldern kürzer als in niedrigeren Lagen, und zwar um 28 % bzw. 55 % in zwei aufeinanderfolgenden Brutperioden. Obwohl der Zeitpunkt der Eiablage (1 Ei jeden zweiten Tag) und die Inkubationszeit (15 Tage) nicht von der Höhe abhingen, waren die durchschnittlichen Gelegegrößen (4,1 gegenüber 4,5) und die Anzahl der Nestlinge pro Gelege (3,5 gegenüber 4,2) in höheren Lagen geringer.

## Status
Die IUCN klassifiziert den Stachelschwanzschlüpfer als nicht gefährdet (least concern). Im größten Teil des Verbreitungsgebiets ist er zahlreich bis lokal häufig. Er kommt in den Nationalparks Vicente Pérez Rosales, Nahuelbuta und Cerro La Campana in Chile und im Nationalpark Tierra del Fuego in Argentinien vor.